# Esther Gobseck
Esther Van-Bogseck, qui se révèle être en fait Esther Van Gobseck, est un personnage créé par Honoré de Balzac. Née en 1807, c'est une des héroïnes les plus célèbres de La Comédie humaine, où elle apparaît principalement dans Splendeurs et misères des courtisanes.
Elle est la fille de Sarah Van Gobseck, dite « la belle Hollandaise », une prostituée célèbre qui est aussi la nièce du richissime usurier, Jean-Esther van Gobseck. Prostituée à son tour, elle acquiert le  surnom d'Esther « la Torpille » tant elle réussit à ruiner ses amants.
Dans Splendeurs et misères des courtisanes, elle tente de se racheter et d'échapper à son ancienne vie lorsqu'elle tombe amoureuse de Lucien de Rubempré, avec qui elle va vivre en recluse cinq années de bonheur. Elle a 22 ans lorsqu'elle séduit sans le vouloir le baron de Nucingen. Carlos Herrera, le forçat évadé qui s'est pris de passion pour Lucien, l'oblige à répondre à l'amour du baron afin de lui soutirer des sommes considérables pour que son amant Lucien de Rubempré puisse retrouver un titre qui lui permettrait d'épouser Clotilde de Grandlieu. Elle est encadrée par Europe et Asie, deux délinquantes dévouées à Carlos. Après avoir fait languir le baron longuement, Esther décide de s'empoisonner après s'être enfin donnée à lui, en réservant pour Lucien la somme considérable qu'elle en a obtenue. Elle meurt, ignorant qu'elle est l'héritière de la colossale fortune de son grand-oncle Gobseck. La métathèse des consonnes de la syllabe initiale de son nom a en effet permis de maintenir l'embargo sur sa parenté avec le célèbre usurier jusque vers la fin du roman. Elle est enterrée au cimetière du Père-Lachaise, aux côtés de Lucien de Rubempré, dans le splendide monument funéraire qu'a fait élever Carlos Herrera en mémoire de son protégé.
Elle est présente dans :
- Gobseck où elle fait ses premiers pas dans le monde de la prostitution à l'âge de 16 ans ;
- Illusions perdues, elle est la lorette du comte des Lupeaulx ;
- Une fille d'Ève, elle est l'amie de Florine, une autre courtisane, et participe à un repas où sont réunis Raoul Nathan, Émile Blondet et Étienne Lousteau ;
- Dans La Rabouilleuse, Florine la propose à Philippe Bridau pour remplacer l'encombrante et exigeante Rabouilleuse ;
- Dans Ursule Mirouët, elle est la maîtresse de Désiré Minoret-Levreault.

Elle est citée dans :
- Le Député d'Arcis
- Béatrix
- Le Cousin Pons
- Les Comédiens sans le savoir
- Le Père Goriot (préface)
- La Maison Nucingen

Elle est associée à un groupe de courtisanes, notamment :
- Madame du Val-Noble
- Coralie
- Florine

Son personnage a été incarné au cinéma par Madeleine Sologne, dans le film Vautrin, de Pierre Billon, en 1943.

## La Fausse Esther
En 1903, Pierre Louÿs fait paraître dans un recueil intitulé Sanguines (éditions Fasquelle), une fort curieuse nouvelle, La Fausse Esther, mettant en scène un dialogue entre une Esther Gobseck et Honoré de Balzac lui-même.
Le narrateur prétend avoir acquis chez un libraire le journal intime d'une certaine Esther Gobseck, jeune Hollandaise éprise de philosophie. Le journal, peu palpitant jusqu'au mois de mars 1839, dévoile alors cette aventure extraordinaire : Esther découvre qu'un personnage de roman, à la mode à Paris, porte le même nom qu'elle. Elle décide de faire le voyage jusqu'en France afin de rencontrer son auteur. Balzac se fâche, croyant à une plaisanterie, puis tente de profiter de la situation :

« — Vous allez me donner tout de suite un renseignement dont j'ai besoin. De quoi se composait le mobilier de votre chambre à coucher lorsque vous êtes entrée à l'Opéra comme petite danseuse ?

— Petite danseuse ! m'écriai-je révoltée. Mais monsieur je n'ai jamais été petite danseuse ! Je suis philosophe fichtiste.

— Mademoiselle, je vous répète que cette facétie est déplacée. De deux chose l'une : ou bien vous n'êtes pas Esther Gobseck, et c'est ce que j'ai cru tout d'abord, ou bien si vous êtes Esther Gosbeck, vous êtes la Torpille.

— La Torpille, c'est moi ? balbutiai-je, égarée.

— Mais bien entendu ! Et la Torpille n'est pas philosophe fichtiste !

[…]

— Comment le savez-vous, monsieur ? bégayai-je ?

— Comment je le sais ? cria-t-il. Quelle inepte question ! C'est moi qui vous ai faite ! »

Balzac lui déclame alors la biographie de son personnage, jusqu'à son suicide tragique. Esther, bouleversée mais convaincue que cet homme en sait plus long qu'elle, se soumet alors à ce destin, s'adonne à la prostitution (Louÿs, révélant la fille perdue sous la bourgeoise raisonnable, renoue avec ses obsessions) et recherche le « topique japonais » par lequel elle doit mourir !